# Парфенова (Ленинское сельское поселение)
Парфенова — деревня в Кудымкарском районе Пермского края. Входила в состав Ленинского сельского поселения. Расстояние до районного центра составляет 50 км. Располагается южнее от города Кудымкара. По данным Всероссийской переписи населения 2010 года, в деревне проживали 3 женщины.

## История
По данным на 1 июля 1963 года, в деревне проживало 108 человек. Населённый пункт входил в состав Полвинского сельсовета.